# Venezuelai spanyol nyelvjárás
A venezuelai spanyol nyelvjárás (español venezolano) a kasztíliai spanyol nyelv Venezuela területén beszélt változata, amelyet mintegy 24 600 000 ember használ. Az itt ismertetett nyelvjárási sajátosságok nem feltétlenül kizárólagosak a dél-amerikai országban, közülük néhány előfordulhat más spanyol nyelvű területeken is, de vannak köztük olyanok is, amelyek teljesen általános tendenciáknak vélhetőek a spanyol nyelvben.

## Történeti áttekintés
Venezuela volt az első szárazföld, melyet Kolumbusz Kristóf megpillantott harmadik utazása során 1498-ban. A felfedező még nem tudta, hogy szárazföldről van szó, de annyira megtetszett neki a part és a hegyek, hogy a Tierra de Gracia (’Kecsesség földje’) nevet adta a vidéknek. Felfedezésekor az ország területét 300 000, különböző karibi és arahauca törzsekhez tartozó indián népesség lakta, akiknek nem volt közös kultúrájuk, sem közös nyelvük. A gyarmati időszakban Venezuela több provinciális kormányzóságból állt, amelyek nem voltak egymással szoros kapcsolatban, és hol a Santa Fe-i Alkirálysághoz (Virreinato de Santa Fe), hol a Santo Domingó-i Audienciához (Audiencia de Santo Domingo) tartoztak. A provinciák közül a legfontosabb Venezuela vagy Caracas volt. 1777-ben egy királyi kiváltságlevél (Real Cédula) az ország területén meglévő provinciákat Venezuela provincia kormányzója alá rendelte. Az így elsőként létrejött politikai egység – a függetlenedés jegyében – kedvezett a provinciák közötti kapcsolatok megerősítésének.
A Venezuelában beszélt spanyol nyelvet a századok folyamán a legkülönfélébb hatások befolyásolták: az amerikai indián nyelvek szubsztrátuma, a hódítók és gyarmatosítók regionális származása, más nyelvek utólagos hatása, stb. Az indián nyelvek a szókincsre hatottak. A 16.-tól a 19. századig számos afrikai rabszolga érkezett az országba, akik nyelvei szintén hagytak nyomokat a szókincsben. Venezuela mindig is a bevándorlás földje volt, a legnépesebb csoportok Spanyolország különböző provinciáiból érkeztek, különösképpen a Kanári-szigetekről. A kanári-szigeteki nyelvjárás oly mértékben hatott a venezuelai spanyolra, hogy a venezuelaiakat sokszor összekeverik a kanári-szigetekiekkel, amikor az anyaországba látogatnak. A spanyol bevándorlókon kívül számos más nemzetből is érkeztek immigránsok, főként a 19. századtól: elsősorban portugálok, olaszok, majd franciák, németek és magyarok, akik nyelve szintén gazdagította a szókincset, ezen felül természetesen az angol nyelv hatásával is számolni kell.

## Nyelvjárási felosztás
Alvarado (1929) négy nyelvjárási zónát különböztetett meg: keletit, nyugatit, hegyit vagy andokit, valamint síkvidékit (llanóit); ezekhez még hozzá kellene adni a középső régiót a fővárossal, Caracasszal. Egy általánosabb, kevésbé részletes nyelvjárási tagolás két zóna megkülönböztetését teszi lehetővé: az első az ország legnagyobb részét kitevő terület, melynek nyelvhasználata a délspanyol vagy „alsóföldi” (tierras bajas) típusba tartozik, és az andalúz, illetve különösképpen a karibi nyelvjáráshoz áll közel; a másik pedig az andoki zóna (Mérida, Táchira és Trujillo államok), melynek nyelvhasználata az északspanyol vagy „felsőföldi” (tierras altas) típusba sorolható. Ez első típus – mivel ország legnagyobb része és a legfontosabb városok tartoznak bele – hatással van a második nyelvhasználatára.

## Főbb jellemzők

### Hangtan
A venezuelai spanyol főbb fonetikai–fonológiai sajátosságai az alábbiak:
- A magánhangzórendszerben általánosságban nincsenek eltérések a spanyol köznyelvtől. Mint a többi amerikai spanyol nyelvjárásban, megfigyelhető a hangsúlytalan e és o záródása és félhangzóvá válása hangsúlyos a, e, o magánhangzók környezetében: real → rial ’valós’ vagy ’királyi’, planteé → plantié ’vázoltam’, peón → pión ’földműves, paraszt’, toalla → tualla ’törülköző’.
- A mássalhangzóknál itt is általános a seseo és a yeísmo, ahogy a többi amerikai spanyol nyelvjárásban.
- A -d- hang magánhangzók közötti gyengülése, főleg az -ado végződésben, bár ritkán némul el teljesen. Szóvégi helyzetben azonban kieshet: variedad → variedá ’változat’.
- A /pt/, /ps/, /bs/ stb. csoportok első tagja a társalgási nyelvben egyformán [k]-nak (vagy [g]-nek) hangzik: így apto ’alkalmas’ és acto ’tett’ egyaránt [ˈakto], opción [okˈsjon] ’opció’, subsidio [sukˈsidjo] ’segély’ stb.
- A szó- és szótagvégi /s/ hehezetként valósul meg: los niños [lohˈniɲoʰ] ’a gyerekek’, una mosca [una ˈmohka] ’egy légy’.
- Az -sc- csoportot [ks]-nek ejtik: escenario [ekseˈnarjo] ’helyszín’, piscina [pikˈsina] ’úszómedence’.
- Az /l/ és /r/ hangok – főleg keleten – mássalhangzó előtt felcserélődnek (rotacizmus és lambdacizmus): bolsa [ˈborsa] ’táska’, el niño [erˈniɲo] ’a fiú’, illetve carta [ˈkalta] ’levél’, puerta [ˈpwelta] ’ajtó’. E jelenség általánosan jellemző a tanulatlan beszélőkre, és szintén megfigyelhető az andalúz nyelvjárásban.

### Nyelvtan
A morfológiai, szintaktikai jellegzetességek a következők:
- Az ige gyakran többes számban áll, amikor az alany valaminek az összességét jelölő, alaktanilag egyes számú főnév: la gente dicen que va a haber un golpe de estado ’Az emberek azt mondják, hogy lesz egy államcsíny’ (a la gente dice helyett); a jelenség a beszélt nyelvre jellemző.
- A vosotros (’ti’) személyes névmást nem használják (akárcsak a többi amerikai spanyol nyelvjárásban), kivétel az elnöki beszédekben, vagy egyházi szövegekben. A vos (’te’) névmást két dialektális zónában, az andokiban és Zulia állam területén használják, az előbbiben a félhangzó nélküli (vos tomás/comés/vivís), az utóbbiban a félhangzós – morfológiailag a többes szám második személyű – alakkal (vos tomáis/coméis/vivís). Az ország többi részében a tú névmást használják a tegezésben; magázásban mindenütt az usted – nyelvjárási alakban néha vusté – névmás használatos az egyes szám harmadik személyű igealakkal.
- A que vonatkozó névmás használata általánosan elterjedt mindennek a kifejezésére; pl. la señora que yo estaba hablando con ella ’az asszony, akivel én beszélgettem’ (szó szerint: ’az asszony, aki én beszélgettem vele’, a sztenderd köznyelvi la señora con la que / con quien yo estaba hablando).
- Az igeragozás vonatkozásában minden szinten megfigyelhető a egyszerű befejezett múlt (pretérito perfecto simple) egyes szám második személyében a -stes végződés használata a sztenderd -ste helyett: comistes ’ettél’ (=comiste) és salistes ’kimentél’ (=saliste).
- A tanulatlan beszélőknél a kijelentő módú folyamatos múlt (pretérito imperfecto) többes szám első személyű alakjában gyakori a -nos végződés használata -mos helyett: *estábanos ’voltunk’, *vivíanos ’éltünk’ (=estábamos, vivíamos).
- Egyaránt használatosak a kötőmód folyamatos múltjának -ra és -se végű alakjai, amelyek jelen idejű feltételes mondat mellékmondatában is állhatnak a kijelentő mód condicional simple mellett: si tuviera/tuviese dinero, me comprara/comprase/compraría una casa ’ha lenne pénzem, vennék magamnak egy házat’.
- Az írott nyelvben előfordul a kijelentő mód helyett a kötőmód folyamatos múltjának használata: ha fallecido X, quien fuera (=era) en vida el más ilustre de los pintores venezolanos ’elhunyt XY, aki a legkiemelkedőbb venezuelai festő volt az életben’. Ez a fajta használat a latinra vezethető vissza, ahol ugyanez az igealak a kijelentő mód régmúltja volt.
- A ser létige használata gyakori adott mondatrész kiemelésére: el doctor no ha llegado; él viene es a las cinco ’az orvos még nem jött meg; ő ötkor szokott jönni’ (szó szerint: ~ ’… ötkor van, hogy ő jön’).
- Életkor kifejezésekor a ser és estar igék használata ingadozik: cuando yo era/estaba niño ’amikor én gyerek voltam’.
- Az alacsonyabb rétegekhez tartozó beszélőknél megfigyelhető a ser használata segédigeként az haber helyett: si yo *fuera (=hubiera) ido ’ha én mentem volna’.
- Az haber igét a személytelen ’van(nak), létezik’ jelentésben személyesként használják: han habido personas ’voltak emberek’ (az ha habido personas helyett); pueden haber hasta doscientos alumnos ’kétszáz tanuló is lehet’ (a puede haber helyett); habemos varios ’sokan vagyunk’ (a somos/estamos varios helyett).
- A tanulatlan beszélőknél előfordulnak az *haiga, *haigan alakok az haya, hayan helyett.
- A szintetikus jövő időt használata a beszélt nyelveben inkább csak a lehetőség, kétség kifejezésére korlátozódik: no sé si la piscina estará libre hoy ’nem tudom, hogy az uszoda szabad lesz-e ma’. A jövőbeli cselekvés, történés kifejezésére inkább jelen időt, vagy körülírást használnak: Pedro viene / va a venir mañana ’Péter holnap jön’.
- A medio ’félig’ határozószót az olyan kifejezésekben mint estoy medio cansada melléknévként használják, így nemben egyeztetik az utána következő szóva: estoy media cansada.
- Megfigyelhető az ún. dequeizmus és queizmus jelensége: creo de que van a subir la gasolina ’szerintem felemelik a benzin árát’ (a creo que … helyett).

## Lásd még
- Spanyol nyelvjárások
- A spanyol nyelv története

## Külső hivatkozások
- Asociación de Academias de la Lengua Española (Spanyol Nyelvi Akadémiák Egyesülete)
- Jergas de habla hispana – online spanyol nyelvjárási és szlengszótár